# Coppa Desafío 2017
La Coppa Desafío 2017 si è svolta dal 18 al 19 gennaio 2017: al torneo hanno partecipato quattro squadre di club argentine e la vittoria finale è andata per la prima volta all'Obras Sanitarias.

## Regolamento
Il torneo prevede la partecipazione dei quattro club meglio classificati al termine del girone d'andata (weekend 6) della Liga Argentina de Voleibol nella stagione corrente, che non siano già qualificati al campionato sudamericano per club e al Torneo Pre Sudamericano. I quattro club si affrontano in semifinali e finale in gara unica, accoppiati col metodo della serpentina.

## Squadre partecipanti
| Squadra             | Qualificazione                   | Ultima partecipazione |
| ------------------- | -------------------------------- | --------------------- |
| Alianza Jesús María | 8ª in Liga Argentina de Voleibol | Coppa Desafío 2016    |
| Deportivo Morón     | 9ª in Liga Argentina de Voleibol | Debutto               |
| Gigantes del Sur    | 7ª in Liga Argentina de Voleibol | Coppa Desafío 2016    |
| Obras Sanitarias    | 6ª in Liga Argentina de Voleibol | Debutto               |

## Torneo
|  | Semifinali          | Semifinali          | Semifinali       |                  |                     | Finale              | Finale | Finale |  |
|  |                     |                     |                  |                  |                     |                     |        |        |  |
|  | Gigantes del Sur    | Gigantes del Sur    | 1                |                  |                     |                     |        |        |  |
|  | Gigantes del Sur    | Gigantes del Sur    | 1                |                  |                     |                     |        |        |  |
|  | Alianza Jesús María | Alianza Jesús María | 3                |                  |                     |                     |        |        |  |
|  | Alianza Jesús María | Alianza Jesús María | 3                |                  | Alianza Jesús María | Alianza Jesús María | 0      |        |  |
|  |                     |                     |                  |                  | Alianza Jesús María | Alianza Jesús María | 0      |        |  |
|  |                     |                     | Obras Sanitarias | Obras Sanitarias | 3                   |                     |        |        |  |
|  | Obras Sanitarias    | Obras Sanitarias    | Obras Sanitarias | Obras Sanitarias | 3                   | 3                   |        |        |  |
|  | Obras Sanitarias    | Obras Sanitarias    |                  |                  |                     |                     |        |        |  |
|  | Deportivo Morón     | Deportivo Morón     | 1                |                  |                     |                     |        |        |  |

### Semifinali
| 18 gennaio 2017 Estadio Aldo Cantoni, San Juan Durata: 1h:47 - Spettatori: ? | Gigantes del Sur | 1 - 3 | Alianza Jesús María | 26-24, 23-25, 21-25, 18-25 |
| 20 gennaio 2017 Estadio Aldo Cantoni, San Juan Durata: 1h:30 - Spettatori: ? | Obras Sanitarias | 3 - 1 | Deportivo Morón     | 25-20, 25-23, 21-25, 25-18 |

### Finale
| 19 gennaio 2017 Estadio Aldo Cantoni, San Juan Durata: 1h:14 - Spettatori: ? | Alianza Jesús María | 0 - 3 | Obras Sanitarias | 23-25, 19-25, 23-25 |